# Eloeophila angustior
Eloeophila angustior är en tvåvingeart som först beskrevs av Alexander 1919.  Eloeophila angustior ingår i släktet Eloeophila och familjen småharkrankar. Inga underarter finns listade i Catalogue of Life.